# Gunung Kuala Alueraya
Gunung Kuala Alueraya är ett berg i Indonesien.   Det ligger i provinsen Aceh, i den västra delen av landet, 1 700 km nordväst om huvudstaden Jakarta. Toppen på Gunung Kuala Alueraya är 940 meter över havet, eller 61 meter över den omgivande terrängen. Bredden vid basen är 1,7 km.
Terrängen runt Gunung Kuala Alueraya är kuperad. Runt Gunung Kuala Alueraya är det mycket glesbefolkat, med 2 invånare per kvadratkilometer. I omgivningarna runt Gunung Kuala Alueraya växer i huvudsak städsegrön lövskog.